# Lavandula dentata
Lavandula dentata (oải hương Pháp, oải hương lá xẻ) là một loài thực vật có hoa trong họ Hoa môi. Loài này được L. mô tả khoa học đầu tiên năm 1753.

## Hình ảnh

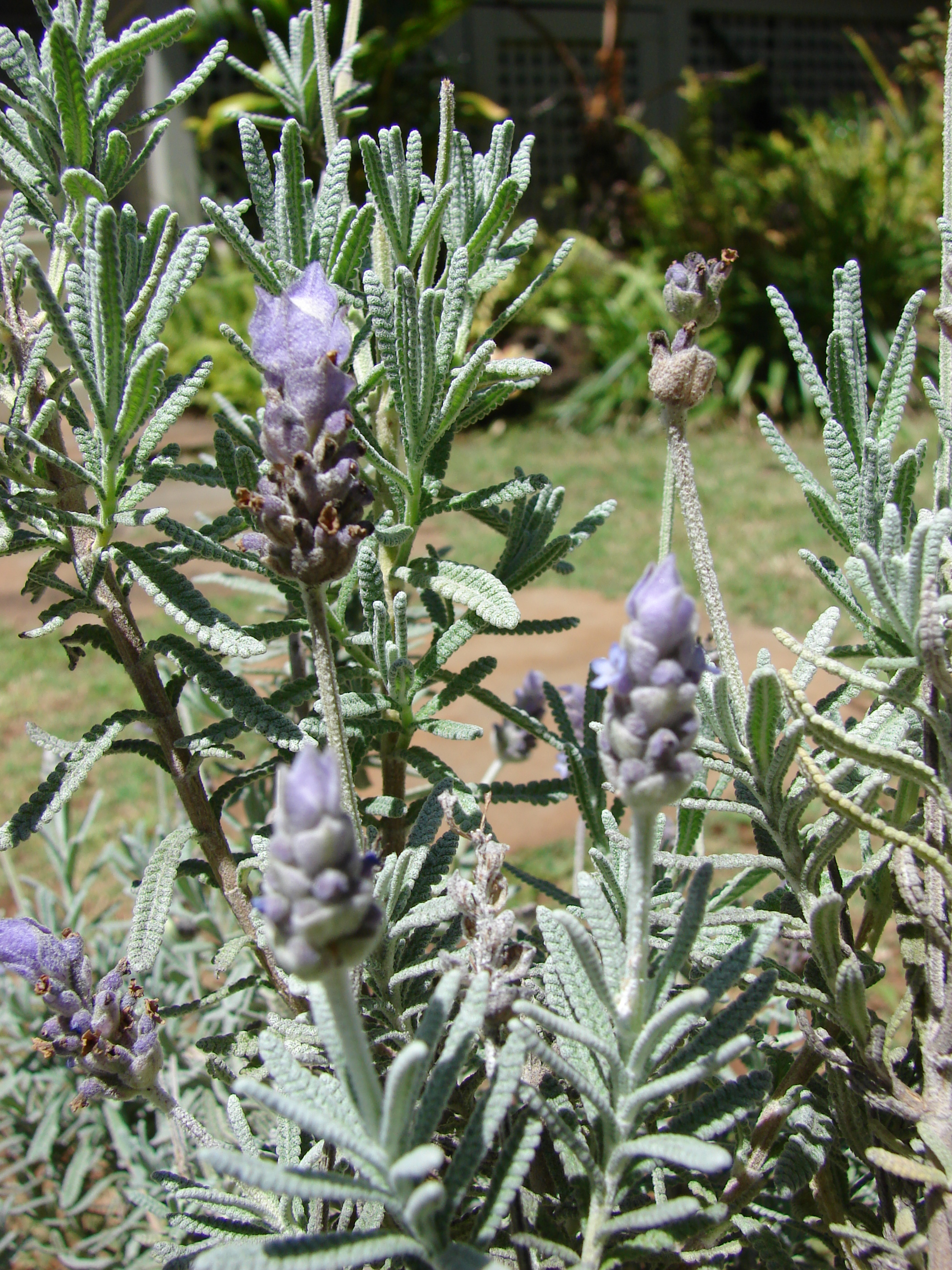
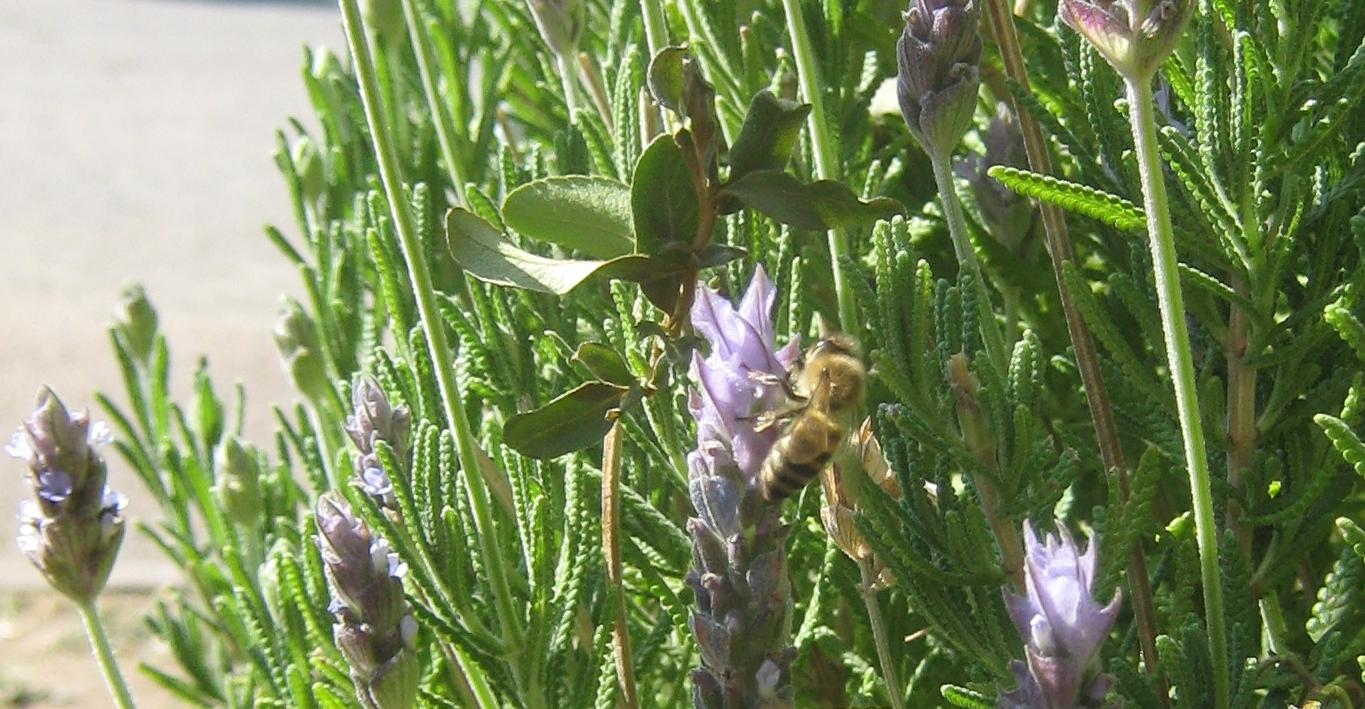
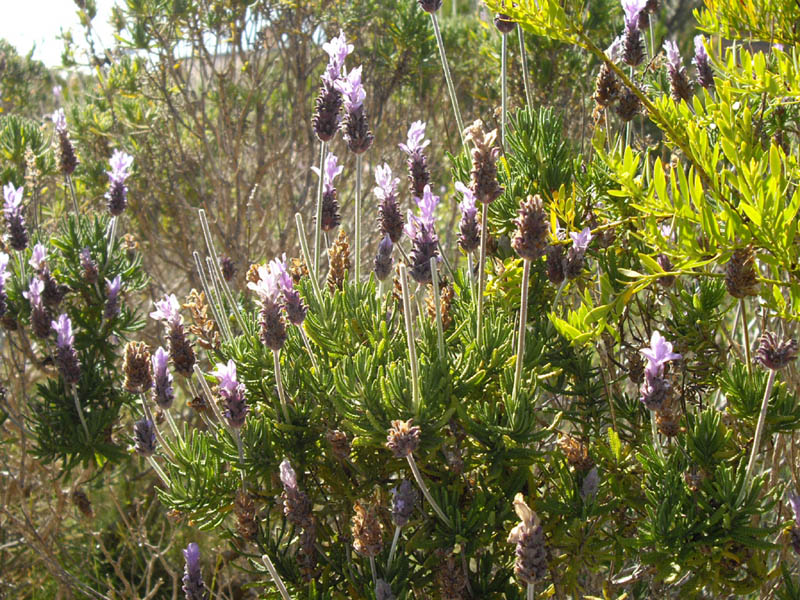
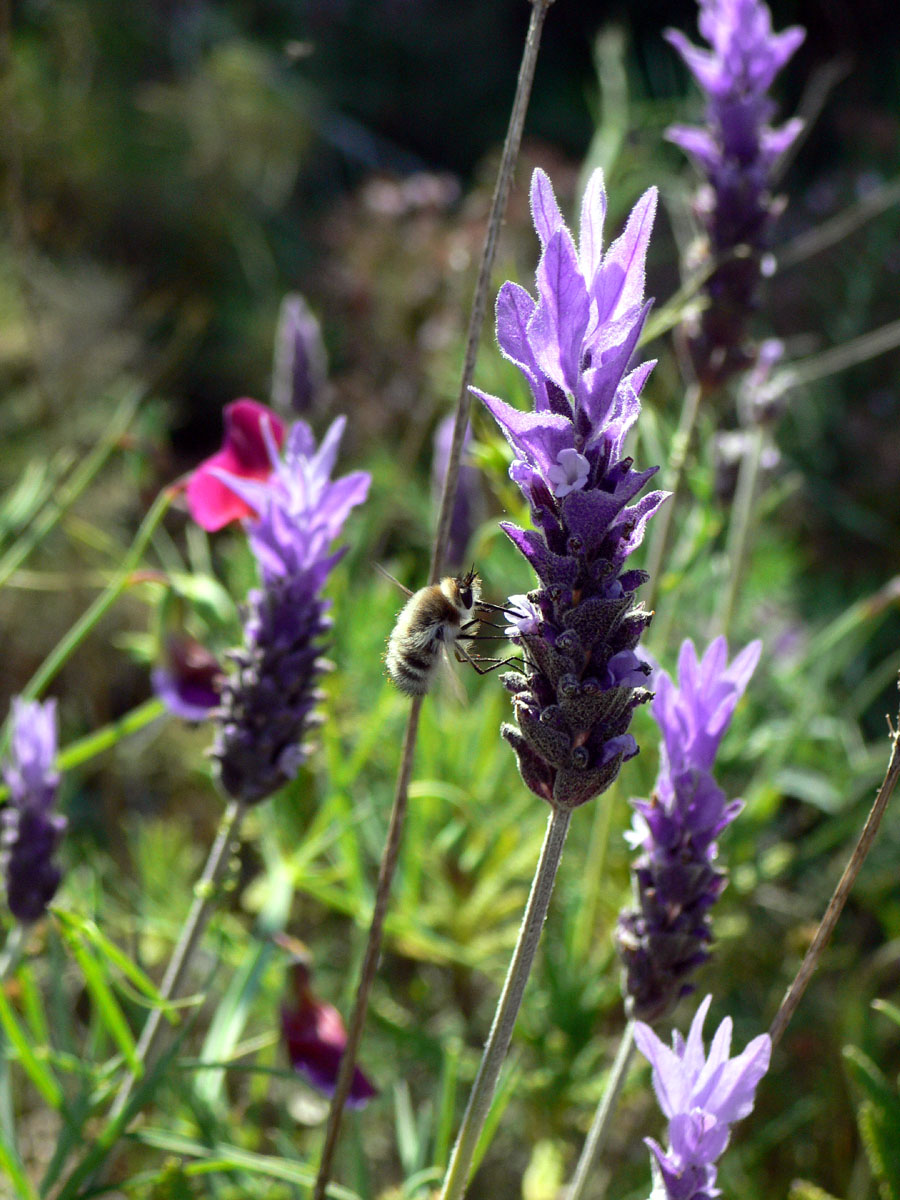
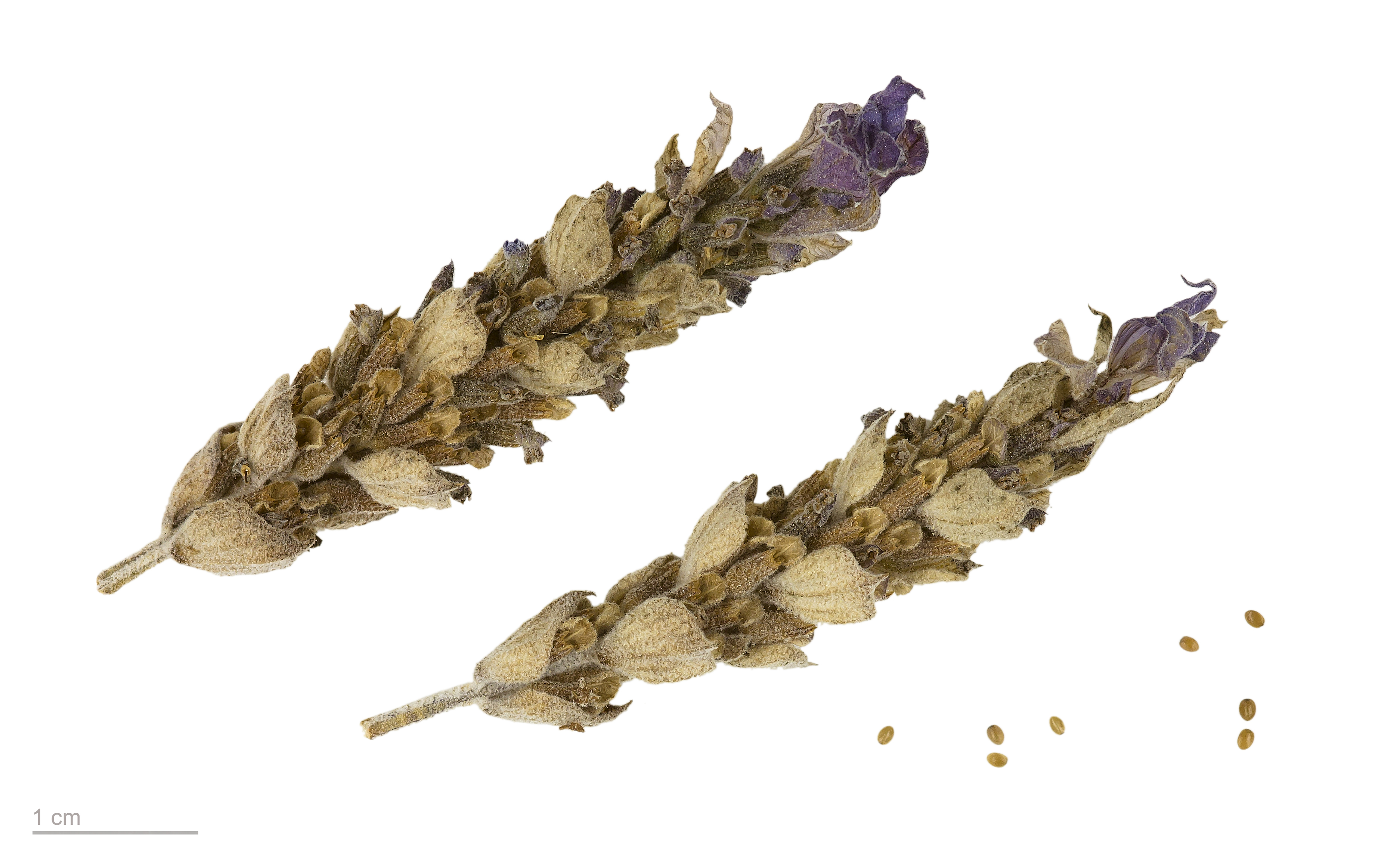
Lavandula dentata - Museum specimen